# Guayaquil Bay
Die Guayaquil Bay (englisch; spanisch Ensenada Guayaquil) ist eine Bucht an der Nordküste von Greenwich Island im Archipel der Südlichen Shetlandinseln. Sie liegt zwischen dem Agüedo Point im Westen und dem Orión Point im Osten.
Wissenschaftler einer ecuadorianischen Expedition benannten sie 1990 nach der Stadt Guayaquil in Ecuador. Das UK Antarctic Place-Names Committee übertrug diese Benennung 2005 ins Englische.